# Koldbrann I Jesu Marg
Koldbrann I Jesu Marg er den første ep fra det norske black metal-band Taake. Den blev udgivet i 1996. Den blev senere genudgivet som en del af opsamlingsalbummet Helnorsk Svartmetall, som til gengæld endnu senere blev en del af bokssættet The Box.

## Spor
1. "Blant Sølv Og Gull I Mørket" – 06:54
2. "Marerittet" – 01:35
3. "Trolldom" – 04:24